# Petrus Shitembi
Petrus Shitembi (Rundu, 11 maggio 1992) è un calciatore namibiano, centrocampista del Kuching City e della nazionale namibiana.

## Carriera

### Nazionale
Nel 2019 viene convocato con la nazionale namibiana per la Coppa d'Africa.

## Statistiche

### Presenze e reti nei club
| Stagione        | Club            | Campionato      | Campionato | Campionato | Coppe nazionali | Coppe nazionali | Coppe nazionali | Coppe continentali | Coppe continentali | Coppe continentali | Supercoppe | Supercoppe | Supercoppe | Totale | Totale |
| Stagione        | Club            | Comp            | Pres       | Reti       | Comp            | Pres            | Reti            | Comp               | Pres               | Reti               | Comp       | Pres       | Reti       | Pres   | Reti   |
| --------------- | --------------- | --------------- | ---------- | ---------- | --------------- | --------------- | --------------- | ------------------ | ------------------ | ------------------ | ---------- | ---------- | ---------- | ------ | ------ |
| 2020            | Sabah           | MSL             | 6          | 0          | CM              | 0               | 0               | -                  | -                  | -                  | -          | -          | -          | 6      | 0      |
| Totale Carriera | Totale Carriera | Totale Carriera | 6          | 0          |                 | 0               | 0               |                    | -                  | -                  |            | -          | -          | 6      | 0      |

### Cronologia presenze e reti in Nazionale
| Cronologia completa delle presenze e delle reti in nazionale ― Namibia | Cronologia completa delle presenze e delle reti in nazionale ― Namibia | Cronologia completa delle presenze e delle reti in nazionale ― Namibia | Cronologia completa delle presenze e delle reti in nazionale ― Namibia | Cronologia completa delle presenze e delle reti in nazionale ― Namibia | Cronologia completa delle presenze e delle reti in nazionale ― Namibia | Cronologia completa delle presenze e delle reti in nazionale ― Namibia | Cronologia completa delle presenze e delle reti in nazionale ― Namibia |
| Data                                                                   | Città                                                                  | In casa                                                                | Risultato                                                              | Ospiti                                                                 | Competizione                                                           | Reti                                                                   | Note                                                                   |
| ---------------------------------------------------------------------- | ---------------------------------------------------------------------- | ---------------------------------------------------------------------- | ---------------------------------------------------------------------- | ---------------------------------------------------------------------- | ---------------------------------------------------------------------- | ---------------------------------------------------------------------- | ---------------------------------------------------------------------- |
| 10-9-2019                                                              | Windhoek                                                               | Namibia                                                                | 2 – 0                                                                  | Eritrea                                                                | Qual. Mondiali 2022                                                    | -                                                                      |                                                                        |
| 13-11-2019                                                             | Windhoek                                                               | Namibia                                                                | 2 – 1                                                                  | Ciad                                                                   | Qual. Coppa d'Africa 2021                                              | -                                                                      | cap.                                                                   |
| 17-11-2019                                                             | Conakry                                                                | Guinea                                                                 | 2 – 0                                                                  | Namibia                                                                | Qual. Coppa d'Africa 2021                                              | -                                                                      | cap. 65’                                                               |
| 13-11-2020                                                             | Bamako                                                                 | Mali                                                                   | 1 – 0                                                                  | Namibia                                                                | Qual. Coppa d'Africa 2021                                              | -                                                                      | 46’                                                                    |
| 17-11-2020                                                             | Windhoek                                                               | Namibia                                                                | 1 – 2                                                                  | Mali                                                                   | Qual. Coppa d'Africa 2021                                              | -                                                                      | 69’                                                                    |
| 4-6-2022                                                               | Johannesburg                                                           | Namibia                                                                | 1 – 1                                                                  | Burundi                                                                | Qual. Coppa d'Africa 2023                                              | -                                                                      | cap. 90+1’                                                             |
| 8-1-2024                                                               | Kumasi                                                                 | Ghana                                                                  | 0 – 0                                                                  | Namibia                                                                | Amichevole                                                             | -                                                                      | 73’                                                                    |
| 16-1-2024                                                              | Korhogo                                                                | Tunisia                                                                | 0 – 1                                                                  | Namibia                                                                | Coppa d'Africa 2023 - 1º turno                                         | -                                                                      | 62’                                                                    |
| 21-1-2024                                                              | Korhogo                                                                | Sudafrica                                                              | 4 – 0                                                                  | Namibia                                                                | Coppa d'Africa 2023 - 1º turno                                         | -                                                                      | 46’                                                                    |
| 27-1-2024                                                              | Bouaké                                                                 | Angola                                                                 | 3 – 0                                                                  | Namibia                                                                | Coppa d'Africa 2023 - Ottavi di finale                                 | -                                                                      | 60’                                                                    |
| Totale                                                                 |                                                                        | Presenze                                                               | 10                                                                     |                                                                        | Reti                                                                   | 0                                                                      |                                                                        |